# Ekstraglomerulna mezangijska celica
Ekstraglomerulne mezangijske celice (tudi Goormaghtighove celice) so tip mezangijskih celic, ki se nahajajo v ledvicah, med žilnim polom ledvičnega telesca (glomerulus) in makulo denzo, skupkom specializiranih epitelijski celic ledvičnih cevk. So sestavni del jukstaglomerulnega aparat, ki je pomemben pri uravnavanju krvnega tlaka in volumna.
Funkcija tovrstnih mezangijskih celic ni popolnoma znana. V celicah sta prisotna aktin in miozin, kar omogoča celicam, da se skrčijo pod vplivom simpatičnega živčevja; slednji bi lahko na takšen način vplival na delovanje jukstaglomerulnega aparata. Celice so sicer asociirane z izločanjem eritropoetina (EPO), poleg tega pa bi lahko glede na njihovo pozicijo mediirale signale med makulo denzo in aferentnimi arteriolami.